# Seznam poštovních známek České republiky 2020
Seznam českých poštovních známek vydaných v roce 2020
| číslo | datum              | nominální hodnota | rozměr     | grafika                         | rytí            | název                                                           |
| ----- | ------------------ | ----------------- | ---------- | ------------------------------- | --------------- | --------------------------------------------------------------- |
| 1056  | 20. ledna 2020     | A                 | 40 × 23 mm | Eva Hašková                     | Martin Srb      | Tradice české známkové tvorby: Bedřich Housa                    |
| 1057  | 20. ledna 2020     | A                 | 40 × 50 mm | Karel Zeman                     | Jaroslav Tvrdoň | 500. výročí zahájení ražby Jáchymovských tolarů                 |
| 1058  | 20. ledna 2020     | Z                 | 50 × 29 mm | Jan Kavan                       |                 | Josef Čapek                                                     |
| 1059  | 1. února 2020      | B                 | 30 × 23 mm | Petr Ptáček                     |                 | Kolo Favorit                                                    |
| 1060  | 1. února 2020      | B                 | 23 × 30 mm | Karel Zeman                     |                 | Poštovní uniformy                                               |
| 1061  | 26. února 2020     | B                 | 23 × 30 mm | Ladislava Pechová               |                 | Velikonoce                                                      |
| 1062  | 26. února 2020     | B                 | 23 × 30 mm | Vladimír Suchánek               |                 | Vladimír Suchánek                                               |
| 1063  | 26. února 2020     | B                 | 40 × 23 mm | Jan Kavan                       |                 | 100 let od vzniku ústavního soudnictví                          |
| 1064  | 11. března 2020    | 27 Kč             | 23 × 40 mm | Adolf Absolon                   |                 | Hrad Kašperk                                                    |
| 1065  | 11. března 2020    | 23 Kč             | 26 × 40 mm | Jan Kavan                       | Václav Fajt     | Josef Gocár a architektura Hradce Králové                       |
| 1066  | 11. března 2020    | 45 Kč             | 23 × 40 mm | Jan Kavan                       | Václav Fajt     | Josef Gocár a architektura Hradce Králové                       |
| 1067  | 11. března 2020    | B                 | 23 × 40 mm | Jaromír Knotek, Libuše Knotková |                 | Zpěvní ptáci v našem okolí: Pěnkavovití                         |
| 1068  | 11. března 2020    | B                 | 23 × 40 mm | Jaromír Knotek, Libuše Knotková |                 | Zpěvní ptáci v našem okolí: Sýkorovití                          |
| 1069  | 11. března 2020    | B                 | 33 × 26 mm | Jaromír Knotek, Libuše Knotková |                 | Včela medonosná                                                 |
| 1070  | 22. dubna 2020     | E                 | 33 × 33 mm | Jan Maget                       |                 | Europa: Poštovní cesty                                          |
| 1071  | 22. dubna 2020     | B                 | 23 × 30 mm | Mikuláš Kavan                   |                 | Jedovaté houby - Muchomůrka                                     |
| 1072  | 22. dubna 2020     | B                 | 23 × 30 mm | Mikuláš Kavan                   |                 | Jedovaté houby - Hřib                                           |
| 1073  | 13. května 2020    | 47 Kč             | 50 × 40 mm | Milan Jaroš                     | Martin Srb      | Umělecká díla na známkách: Jiří Kolář                           |
| 1074  | 13. května 2020    | 19 Kč             | 40 × 23 mm | Pavel Sivko                     |                 | Osobnosti: Václav Neumann                                       |
| 1075  | 13. května 2020    | 30 Kč             | 40 × 50 mm |                                 |                 | Arcibiskupství pražské                                          |
| 1076  | 17. června 2020    | B                 | 23 × 40 mm | Jaromír Knotek, Libuše Knotková |                 | Zpěvní ptáci v našem okolí: Krkavcovití                         |
| 1077  | 17. června 2020    | B                 | 23 × 40 mm | Jaromír Knotek, Libuše Knotková |                 | Zpěvní ptáci v našem okolí: Drozdovití                          |
| 1078  | 17. června 2020    | B                 | 40 × 50 mm | Martin Srb                      |                 | Josef Liesler - Jak se Vám líbím, když se šklebím               |
| 1079  | 17. června 2020    | E                 | 40 × 50 mm | Martin Srb                      |                 | Josef Liesler - Variace na staromistrovské téma I               |
| 1080  | 17. června 2020    | Z                 | 40 × 50 mm | Martin Srb                      |                 | Josef Liesler - Variace na staromistrovské téma II              |
| 1081  | 24. června 2020    | B                 | 30 × 23 mm | Filip Heyduk                    |                 | Poděkování - Záchranáři                                         |
| 1082  | 24. června 2020    | B                 | 30 × 23 mm | Filip Heyduk                    |                 | Poděkování - Hasiči                                             |
| 1083  | 9. září 2020       | E                 | 23 × 40 mm | Jaromír Knotek, Libuše Knotková |                 | Zpěvní ptáci v našem okolí: Strnadovití                         |
| 1084  | 9. září 2020       | E                 | 23 × 40 mm | Jaromír Knotek, Libuše Knotková |                 | Mlynaříkovití a vrabcovití                                      |
| 1085  | 9. září 2020       | 54 Kč             | 54 × 44 mm | Otakar Karlas                   |                 | Vesmírná architektura                                           |
| 1086  | 9. září 2020       | B                 | 50 × 29 mm | Jan Kavan                       |                 | 50 let Banjo bandu I.Mládka 8xB                                 |
| 1087  | 9. září 2020       | B                 | 33 × 26 mm | Petr Ptáček                     |                 | Letadlo „B“                                                     |
| 1088  | 9. září 2020       | B                 | 30 × 23 mm | Jan Augusta                     |                 | A. Mucha „B“                                                    |
| 1089  | 23. září 2020      | B                 | 23 × 30 mm | Kamil Knotek                    |                 | Známka na známce: Chybotisk 50 na 50                            |
| 1090  | 23. září 2020      | E                 | 23 × 30 mm | Kamil Knotek                    |                 | Známka na známce: Rumělkový Merkur                              |
| 1091  | 7. října 2020      | 30 Kč             | 44 × 54 mm | Eva Hašková a Jan Maget         |                 | Čeští herci: Jiří Sovák a Vlastimil Brodský – Jiří Sovák        |
| 1092  | 7. října 2020      | 34 Kč             | 44 × 54 mm | Eva Hašková a Jan Maget         |                 | Čeští herci: Jiří Sovák a Vlastimil Brodský – Vlastimil Brodský |
| 1093  | 7. října 2020      | 2 Kč              | 19 × 23 mm | Jaromír Knotek, Libuše Knotková |                 | Modrásek                                                        |
| 1094  | 7. října 2020      | 4 Kč              | 19 × 23 mm | Jaromír Knotek, Libuše Knotková |                 | Žluťásek                                                        |
| 1095  | 21. října 2020     | B                 | 30 × 23 mm | Petr Ptáček                     |                 | AERO 750 Sport Coupé B                                          |
| 1096  | 21. října 2020     | B                 | 23 × 30 mm | Pavel Hrach                     |                 | Vánoce 2020 "B" – J. Lada                                       |
| 1097  | 21. října 2020     | B                 | 40 × 50 mm | Kamil Knotek                    |                 | Vánoce – J. Lada                                                |
| 1098  | 11. listopadu 2020 | 33 Kč             | 40 × 50 mm | Kamil Knotek                    |                 | Umělecká díla na známkách: G. A. Musatov                        |
| 1099  | 11. listopadu 2020 | 40 Kč             | 40 × 50 mm | Kamil Knotek                    |                 | Umělecká díla na známkách: J. Vyletal                           |
| 1100  | 25. listopadu 2020 | E                 | 50 × 40 mm | Kamil Knotek                    |                 | Pražské motivy - E                                              |
| 1101  | 25. listopadu 2020 | Z                 | 50 × 40 mm | Kamil Knotek                    |                 | Pražské motivy - Z                                              |
| 1102  | 25. listopadu 2020 | B                 | 40 × 23 mm | Eva Hašková                     | Martin Srb      | 900. výročí Premonstrátského řádu                               |
| 1103  | 25. listopadu 2020 | 23 Kč             | 23 × 19 mm | Jaromír Knotek, Libuše Knotková |                 | Babočka                                                         |